# Риваллон ап Идваллон
Риваллон ап Идваллон (валл. Rhiwallon ap Idwallon; 600—650) — король Брихейниога (620—650).

## Биография
Риваллон был сыном короля Брихейниога Идваллона ап Лливарха. В 620 году Риваллон сам стал королём, унаследовав престол от своего отца.
У Риваллона не было сыновей, а его дочь Кейндрих вышла замуж за правителя Истрад-Тиви Элиседа ап Исгорда, который и унаследовал после смерти своего тестя трон Брихейниога.
В «Анналах Камбрии» сообщается, что около 649 года произошла резня в соседнем Гвенте. В 650 году произошло сражение при Бедфорде на Эйвоне, в которой Гэвиссеи одержали победу над валлийцами. Считается, что битва произошла между Уэссекском с одной стороны, которые одержали победу, и Гвентом и их союзниками, с другой стороны. В этот же год умирает Риваллон.